# Mike Fuhrig
Mike Fuhrig (* 17. April 1965 in Schlema) ist ein ehemaliger deutscher Handballspieler.
Fuhrig erlernte das Handballspiele in Aue und spielte 15 Jahre für die Erstligamannschaften von Wismut Aue und SC Leipzig, danach 14 Jahre für den Bundesligisten SG Wallau/Massenheim. Er gewann mit dieser Mannschaft den IHF-Cup (Vorläufer des EHF-Cups). Mit seinem Club nahm er zweimal am Euro-City-Cup und einmal am EHF-Cup teil. Aufgrund seiner Verdienste wurde er zum Ehrenspielführer ernannt.
Ab 2007 war Fuhrig Trainer für die SG Wallau/Massenheim, die sich 2008 in SG Wallau umbenannte. Zwei Jahre später bildete Wallau mit mehreren Vereinen der Region die HSG FrankfurtRheinMain, dessen Trainerposten er übernahm. Im Februar 2010 trennten sich Fuhrig und die HSG im beiderseitigen Einvernehmen. Im Jahr 2010 übernahm Fuhrig die Damenmannschaft der SG 09 Kirchhof. Im März 2012 wurde sein Vertrag aufgelöst. In der Saison 2012/13 trainierte er den Oberligisten SG Bruchköbel. Anschließend übernahm Fuhrig die HSG Maintal, mit der er 2014 in die Landesliga aufstieg. Im Dezember 2014 trennte sich die HSG Maintal von ihm. Ab dem Sommer 2015 war er Trainer bei der Frauenmannschaft des TSV Eintracht Böddiger. Seit der Saison 2017/18 betreut Fuhrig den nordhessischen HSG Baunatal, mit der er 2022 in die Oberliga aufstieg.
Fuhrig bestritt 165 Länderspiele für die deutsche Männer-Handballnationalmannschaft. Er war auf verschiedenen Spielpositionen flexibel einsetzbar. So spielte der gelernte Rückraum-Mitte-Spieler gelegentlich auch auf Rückraum Links und später regelmäßig als Kreisläufer.

## Erfolge
Fuhrig wurde mit der SG Wallau/Massenheim zweimal Deutscher Meister (1992, 1993) und zweimal Pokalsieger (1993, 1994). Auf Vereinsebene war sein größter Erfolg der Gewinn des IHF-Cups (1992). Er trug als Kapitän und „Abwehrchef“ entscheidend zu den Erfolgen seines Vereins bei.
Seine internationale Karriere führte ihn zu zahlreichen großen Turnieren. Mit der DDR-Auswahlmannschaft nahm er 1988 an den Olympischen Spielen in Seoul (7. Platz) teil. Bereits 1986 konnte er mit dieser Mannschaft den dritten Platz bei der WM in der Schweiz erzielen, 1990 in der Tschechoslowakei den siebten, für den DHB spielte er bei der WM 1993 in Schweden (6. Platz).
Mike Fuhrig kommt aus einer Sportfamilie. Seine Schwester nahm im Rudern an den Olympischen Spielen teil und sein Vater ist heute noch beim TTV Auerhammer in der Tischtennis-Kreisklasse aktiv.